# Vanna bisepta
Vanna bisepta är en fjärilsart som beskrevs av Edward Meyrick 1893. Vanna bisepta ingår i släktet Vanna och familjen äkta malar. Inga underarter finns listade i Catalogue of Life.